# Martine Olivier
Pour les articles homonymes, voir Olivier (homonymie).
Martine Olivier est une danseuse sur glace française. Elle a patiné au haut niveau avec deux partenaires: Yves Tarayre puis Philippe Boissier. Avec le premier, elle a été championne de France de la discipline en 1979.

## Biographie

### Carrière sportive avec Yves Tarayre
Martine Olivier patine au plus haut niveau pendant quatre ans avec Yves Tarayre, de 1976 à 1979. Ils montent quatre fois consécutivement sur le podium national, dont une fois sur la plus haute marche en 1979 à Belfort, devant les futurs quintuples champions nationaux Nathalie Hervé & Pierre Béchu.
Sur le plan international, elle participe une fois aux championnats du monde junior de 1976 à Megève et y remporte une médaille de bronze. Le titre national en poche en 1979, elle patine pour la première fois aux championnats d'Europe à Zagreb puis aux championnats du monde à Vienne.
À la suite de cette saison riche en compétitions d'importance, ils se séparent. Yves Tarayre patine désormais avec Géraldine Inghelaere, et Martine Olivier avec Philippe Boissier.

### Carrière sportive avec Philippe Boissier
Martine Olivier ne quitte pas le podium national puisqu'elle enchaîne avec six nouveaux podiums entre 1980 et 1985. Ainsi elle aura été sur celui-ci pendant dix années consécutives!
Le nouveau couple formé participent à deux championnats d'Europe, en 1982 à Lyon et en 1985 à Göteborg. C'est d'ailleurs à cette dernière compétition que Martine Olivier obtient sa meilleure place européenne en se classant 12e. Le couple participe également à trois championnats du monde, en 1982 à Copenhague, en 1984 à Ottawa et en 1985 à Tokyo.
Elle quitte le patinage amateur en 1985 après ces championnats du monde de mars à Tokyo. Elle n'aura jamais représenté la France aux Jeux olympiques d'hiver.

## Palmarès
Avec deux partenaires:
- Yves Tarayre (4 saisons : 1975-1979)
- Philippe Boissier (6 saisons : 1979-1985)

| Compétition                   | 1976    | 1977    | 1978    | 1979    |  | 1980    | 1981    | 1982    | 1983    | 1984    | 1985    |  |  |  |
| Jeux olympiques d'hiver       |         |         |         |         |  |         |         |         |         |         |         |  |  |  |
| Championnats du monde         |         |         |         | 16e     |  |         |         | 17e     |         | 20e     | 17e     |  |  |  |
| Championnats d’Europe         |         |         |         | 13e     |  |         |         | 16e     |         |         | 12e     |  |  |  |
| Championnats de France        | 3e      | 2e      | 2e      | 1re     |  | 3e      | 2e      | 2e      | 2e      | 3e      | 2e      |  |  |  |
| Championnats du monde juniors | 3e      |         |         |         |  |         |         |         |         |         |         |  |  |  |
|                               |         |         |         |         |  |         |         |         |         |         |         |  |  |  |
| Autre Compétition             | 1975/76 | 1976/77 | 1977/78 | 1978/79 |  | 1979/80 | 1980/81 | 1981/82 | 1982/83 | 1983/84 | 1984/85 |  |  |  |
| Skate Canada                  |         |         | 12e     | 13e     |  |         |         |         | 11e     |         |         |  |  |  |
|                               |         |         |         |         |  |         |         |         |         |         |         |  |  |  |